# Paul-François de Quelen de La Vauguyon
Pour les articles homonymes, voir Quélen.
Paul-François de Quelen de La Vauguyon ou de Quélen de Stuer de Caussade, 2e duc de La Vauguyon, né le 30 juillet 1746 à Paris, mort le 14 mars 1828 à Paris, est un homme politique français, pair de France, qui exerce des fonctions de ministre plénipotentiaire et d'ambassadeur durant le règne de Louis XVI. Il est un éphémère ministère des Affaires étrangères en 1789 puisque « craignant de payer de sa tête le court et funeste honneur d'un ministère de cinq jours », il décide de démissionner. Sous la Restauration, il devient ministre du conseil d'État de Louis XVIII.

## Biographie

### Sa famille
Son père, Antoine de Quélen de Stuer de Caussade (famille bretonne, du Porhoët pour les Stuer) (1706-1772) est le Ier duc de La Vauguyon (le duché étant érigé en août 1758 à Tonneins et Calonges, avec pairie en 1759) et prince de Carency (titres venus des Pérusse des Cars), pair de France, menin du dauphin, lieutenant général des armées du roi, gouverneur, premier gentilhomme de la chambre et grand-maître de la garde-robe du duc de Bourgogne, du duc de Berry, et des comtes de Provence et d'Artois, chevalier de l'ordre du Saint-Esprit et de Saint-Louis. En 1745, Antoine de Quélen, le père de Paul-François, devient menin du dauphin, Louis de France, avant d'être crée duc en août en 1758 et pair de France en 1759. Il est surtout connu pour avoir été le gouverneur des trois fils dudit dauphin comme en témoignent plusieurs écrits du futur Louis XVI.
Sa mère, Marie Françoise de Béthune (1712-1799) est la fille du duc de Chârost et d'Ancenis Paul-François. Ce dernier avait pour père Armand de Béthune-Chârost-Ancenis, gouverneur de la personne du roi Louis XV jusqu'à la « majorité de Sa Majesté ».

### Avant la Révolution (1758-1789)
Paul-François de Quélen est connu, du vivant de son père, sous le nom de duc de Saint-Mégrin (l'écriture y est variable puisque le titre peut s'écrire Saint-Mesgrin ou Saint-Maigrin). Il entre dans l'armée à l'âge de douze ans et fait les dernières campagnes de la guerre de Sept Ans (1756-1763). Il est nommé, après ce conflit, gouverneur de Cognac et en profite pour écrire et faire publier un éloge du père de Louis XVI, baptisé Portrait de feu Monseigneur le Dauphin.
Son père reçoit la mission de se charger de l’éducation des fils de ce prince, après sa mort. Paul-François est lui-même menin du futur Louis XVI. Il succède à son père dans la dignité de pair de France, en 1773 (son père meurt le 4 février 1772).
À son avènement en 1776, Louis XVI le choisit, sur la recommandation de Vergennes, pour représenter la cour de France comme ministre plénipotentiaire près des États généraux des Provinces-Unies. À son arrivée, les États sont en quelque sorte sous l'empire du gouvernement britannique ; lorsqu'il quitte le pays, une députation solennelle, interprète de la reconnaissance publique, le remercie au nom des États[pourquoi ?]. L'objet de son office est d'affaiblir la prépondérance de l'Angleterre et de rapprocher la Hollande de la France. En guise de remerciements pour son « zèle constant et éclairé », le duc de La Vauguyon est créé chevalier de l'ordre du Saint-Esprit (le 1er janvier 1784) puis nommé ambassadeur de France à Madrid en 1784. De 1772 à 1776 il possède le château de La Celle, proche de Versailles, dans lequel les 3 princes dont il a la charge, feront quelques séjours.
Cette nouvelle fonction étatique lui permet de tempérer les conflits entre les diplomaties anglaise et espagnole et de rapprocher la couronne française à celle d'Espagne. Avec virtuosité, il parvient à obtenir « la confiance et l'affection du duc de Florida Blanca, qui dirigeait alors le cabinet de Madrid ». Ses talents remarqués par le roi d'Espagne lui permettront d'être nommé en 1787 chevalier de la Toison-d'Or
Les événements de la Révolution viennent bientôt le priver de son titre d’ambassadeur extraordinaire et ministre plénipotentiaire en Espagne. Paul-François soulève quelques hostilités de la part des Girondins, ceux-ci contestant sa mission en Espagne. Toutefois Louis XVI le rappelle pour prendre possession du ministère des affaires étrangères après le 11 juillet 1789

### Appartenance du duc de La Vauguyon au mouvement physiocratique
Peu de travaux mentionnent l'appartenance du duc de La Vauguyon au mouvement physiocratique. Pour autant, elle n'est pas à nier. Dès 1768, l'érudit de vingt deux ans se fait économiste politique et répond avec virulence à l'abbé de Mably dans les Éphémérides du citoyen de 1768. Convaincu par la doctrine toujours influente à cette période, il rapproche les physiocrates du pouvoir.

### Pendant la Révolution
Afin d'arrêter le cours de la Révolution, Louis XVI décide de renvoyer Necker et les ministres proches de ce dernier et de constituer un « ministère de crise », composé de défenseurs de la monarchie absolue. Tandis que le baron de Breteuil est nommé Premier ministres des finances, le duc de La Vauguyon se voit confier le portefeuille des Affaires étrangères. Il prend ses fonctions le 13 juillet 1789. Il ne peut parvenir à se faire écouter du roi et se trouve en butte aux attaques des révolutionnaires. L’Assemblée rend les nouveaux ministres responsables des événements du 14 juillet. La Vauguyon donne sa démission le 16 juillet.
Craignant de payer de sa tête le court passage au ministère, il se déguise en négociant, prend un passeport sous le nom de « Chevalier » avec son fils aîné pour passer en Angleterre, mais cela sans issue heureuse puisqu'ils seront arrêtés au Havre. L'affaire est déférée à l'Assemblée nationale. Leur libération est décidée sur la motion de l'évêque de Langes. Elle est appuyée par Sieyès et Mirabeau qui invoquent les principes veillant à la sûreté de tous les individus.
Le roi le renvoie à Madrid comme ministre plénipotentiaire. Le 16 mai 1790, Charles de Lameth se plaint que des négociations aussi importantes soient dans les mains du duc de La Vauguyon. En effet, l'ambassadeur avait notamment négocié avec la couronne espagnole une loi fiscale qui grève le commerce étranger d'un nouvel impôt. Des différends s'étaient élevés entre l'Angleterre et la cour de Madrid, la cause en est attribuée aux négociations de M. de la Vauguyon par le ministère britannique. Face aux calomnies, il ne tard pas à publier un mémoire lu à l'Assemblée nationale le 2 août 1790 sur ses correspondances dans ladite affaire. Il est remplacé par Bourgoing, le 1er juin 1790. Toutefois, il continue de résider à Madrid. Le roi d'Espagne donne l'hospitalité à sa famille, et place son fils, le futur général La Vauguyon, encore enfant, dans ses armées.
Vers la fin de 1795, Louis XVIII appelle La Vauguyon à Vérone pour être un des quatre ministres qui composent son conseil d'État. Le duc suit ce prince à Blackembourg. En février 1797, il tombe en disgrâce auprès du prétendant. Le comte de Saint-Priest le remplace.
On lui attribue le plan de contre-révolution qui consiste à recourir aux moyens conciliants et en vertu duquel les royalistes acceptent des emplois publics. Ce moyen parait trop lent. La Vauguyon a pourtant rendu de grands services à la cause royale pendant son ministère, et il avait été le principal intermédiaire de Louis XVIII auprès de ses agents en France, notamment lors de la conspiration de La Ville-Heurnois.
Dès qu'il cesse ses fonctions, La Vauguyon séjourne quelque temps à Hambourg, puis retourne en Espagne où il demeure jusqu'en 1805. À cette époque, il rentre en France et y vit dans une retraite absolue jusqu'à la Restauration.

### Sous la Restauration (1814-1828)
Le duc de La Vauguyon avait été promu au grade de lieutenant général pendant l'émigration (le 22 juin 1814). Sa pairie de duc de La Vauguyon est créée par ordonnance royale du 4 juin 1814 et est instituée héréditairement sous le titre de duc. Il est appelé à siéger à la chambre des pairs, où il professe les principes conciliants de la modération. Exempt d'ambition, il vit dans la plus grande simplicité, se fait recevoir membre de la société d'instruction élémentaire, dont il est plusieurs fois élu président, et met beaucoup de zèle à propager l'enseignement mutuel. Prenant au sérieux la lettre de la Charte octroyée par Louis XVIII et le fonctionnement des institutions, il fait part de ses opinions que ce soit par ses discours prononcés à la Chambre des pairs ou dans ses écrits tels que Tableau de la constitution française, De la simplification des principes constitutifs et administratifs, Commentaire nouveau sur la charte constitutionnelle, Du système général des Finances ou encore Des Lois d'Exception.
Le 14 mars 1828, l'homme ayant consacré sa vie pour les services royaux s'éteint d'une maladie « d'entrailles » qu'une « méprise » d'apothicaire rendit incurable,[réf. incomplète]. C'est parmi les fleurons de la noblesse française que reposera le duc de La Vauguyon au cimetière de Picpus à Paris, cimetière chargé d'histoire.

### Mariage et descendance
Le 27 avril 1766, l'archevêque de Paris célèbre l'union entre le duc de Saint-Mégrin et Marie-Antoinette Rosalie de Pons de Roquefort (1751-1824), dame d'honneur de la comtesse de Provence. Selon L'almanach de Versailles de 1790, la duchesse de la Vauguyon est nommée dame d'honneur de la comtesse de Provence en 1774. Ils ont eu deux fils et deux filles :
- Paul-Antoine Maximilien Casimir (1768-1824), prince de Carency, épouse Florence Constance de Rochechouart-Faudoas, fille d’Aimeric comte de Faudoas ;
- Marie-Antoinette (1771-1847), épouse Alexandre de Bauffremont, prince-duc de Bauffremont ;
- Paul-Yvon (1778-1837), duc de La Vauguyon, prince de Carency, pair de France, maréchal de camp, lieutenant général d’abord dans le royaume de Naples. Il combat dans les armées de Napoléon et est aide de camp du grand-duc de Berg. Il suit Murat à Naples et devient général et le colonel général de l'infanterie de sa garde.
- Pauline-Antoinette (1783[35]-1829), épouse de Joseph de Savoie-Carignan, comte de Villafranca, fils de Eugène de Savoie-Carignan, comte de Villafranca

### Son œuvre
- Portrait de feu monseigneur le Dauphin, Joseph-Antoine-Joachim Cérutti, M. L. O. D (Paul-François de Quélen de Stuer de Caussade, duc de La Vauguyon), Paris, 1765, in-8° ;
- Les Doutes éclaircis, ou réponses aux objections de l'abbé de Mably sur l'ordre naturel des sociétés politiques ; Paris, 1768, in-12 ;
- Tableau de la Constitution française, Paris, 1816, in-8 ;
- De la simplification des principes constitutifs et administratifs, ou commentaire nouveau sur la Charte constitutionnelle, Paris, lviO, in-60 ;
- Du Système général des Finances, Paris, in-8° : les trois derniers ouvrages ont paru sons les initiales de M. L. D. D. L. V. L. L.

## Sources
- Lardier, Histoire biographique de la Chambre des Paires, Barbier, Dict. des Anonymes.
- Quérard, La France Littéraire.
- « Paul-François de Quelen de La Vauguyon », dans Adolphe Robert et Gaston Cougny, Dictionnaire des parlementaires français, Edgar Bourloton, 1889-1891 [détail de l’édition]